# Australië op de Paralympische Zomerspelen 2012
Net als alle voorgaande Paralympische Zomerspelen was Australië op de Paralympische Zomerspelen 2012 aanwezig.

## Sportoverzicht
Legenda
- T = Totaal
- (m) = Mannenteam
- (v) = Vrouwenteam

| Sport             | Atleten  | Medailles | Medailles | Medailles | Medailles |
| Sport             | Atleten  | Goud      | Zilver    | Brons     | T         |
| ----------------- | -------- | --------- | --------- | --------- | --------- |
| Atletiek          | 43       | 5         | 9         | 13        | 27        |
| Goalball          | 6 (v)    | 0         | 0         | 0         | 0         |
| Paardensport      | 4        | 1         | 0         | 0         | 1         |
| Powerliften       | 2        | 0         | 0         | 0         | 0         |
| Roeien            | 3        | 0         | 1         | 0         | 1         |
| Rolstoelbasketbal | 24 (m/v) | 0         | 2         | 0         | 2         |
| Rolstoelrugby     | 11       | 1         | 0         | 0         | 1         |
| Rolstoeltennis    | 4        | 0         | 0         | 0         | 0         |
| Schietsport       | 6        | 0         | 0         | 1         | 1         |
| Tafeltennis       | 2        | 0         | 0         | 0         | 0         |
| Wielrennen        | 15       | 6         | 4         | 4         | 14        |
| Zeilen            | 6        | 1         | 0         | 0         | 1         |
| Zwemmen           | 35       | 18        | 7         | 12        | 37        |

## Medailleoverzicht
| Medaille | Naam | Sportf            | Onderdeel                        |
| -------- | --- | ----------------- | -------------------------------- |
| Goud     | Australië Ellie Cole, Katherine Downie, Annabelle Williams, Jacqueline Freney                                                                        | Zwemmen           | 4×100 meter wisselslag 34-punten |
| Goud     | Australië Ellie Cole, Maddison Elliot, Katherine Downie, Jacqueline Freney                                                                           | Zwemmen           | 4×100 meter vrije slag 34-punten |
| Goud     | Australië Andrew Pasterfield, Matthew Levy, Blake Cochrane, Matthew Cowdrey, Brenden Hall, Michael Auprince, Michael Anderson, Matthew Haanappel     | Zwemmen           | 4×100 meter vrije slag 34-punten |
| Goud     | Australië (Ben Newton, Naz Erdem, Ryley Batt, Josh Hose, Jason Lees, Cody Meakin, Greg Smith, Chris Bond, Ryan Scott, Cameron Carr, Andrew Harrison) | Rolstoelrugby     | Gemengd                          |
| Goud     | Kelly Cartwright | Atletiek          | Verspringen F42/44               |
| Goud     | Blake Cochrane | Zwemmen           | 100 meter schoolslag SB7         |
| Goud     | Ellie Cole | Zwemmen           | 100 meter vrije slag S9          |
| Goud     | Ellie Cole | Zwemmen           | 100 meter rugslag S9             |
| Goud     | Richard Colman | Atletiek          | 800 meter T53                    |
| Goud     | Carol Cooke | Wielrennen (weg)  | Tijdrit T 1-2 Mix                |
| Goud     | Matthew Cowdrey | Zwemmen           | 100 meter rugslag S9             |
| Goud     | Matthew Cowdrey | Zwemmen           | 50 meter vrije slag S9           |
| Goud     | Matthew Cowdrey | Zwemmen           | 200 meter wisselslag SM9         |
| Goud     | Matthew Cowdrey | Zwemmen           | 100 meter vrije slag S9          |
| Goud     | Daniel Fitzgibbon, Liesl Tiesch | Zeilen            | SKUD 18                          |
| Goud     | Joann Formose | Paardensport      | Kampioenschap Ib-graad           |
| Goud     | Jacqueline Freney | Zwemmen           | 100 meter rugslag S7             |
| Goud     | Jacqueline Freney | Zwemmen           | 50 meter vlinderslag S7          |
| Goud     | Jacqueline Freney | Zwemmen           | 200 meter wisselslag SM7         |
| Goud     | Jacqueline Freney | Zwemmen           | 100 meter vrije slag S7          |
| Goud     | Jacqueline Freney | Zwemmen           | 50 meter vrije slag S7           |
| Goud     | Jacqueline Freney | Zwemmen           | 400 meter vrije slag S7          |
| Goud     | Michael Gallagher | Wielrennen (baan) | Achtervolging C5                 |
| Goud     | Brendan Hall | Zwemmen           | 400 meter vrije slag S9          |
| Goud     | Todd Hodgetts | Atletiek          | Kogelstoten F20                  |
| Goud     | Felicity Johnson (stuurman: Stephanie Morton) | Wielrennen (baan) | 1 kilometer tijdrit B            |
| Goud     | Kieran Modra (stuurman: Scott McPhee) | Wielrennen (baan) | Achtervolging B                  |
| Goud     | David Nicholas | Wielrennen (weg)  | Tijdrit C 3                      |
| Goud     | Evan O'Hanlon | Atletiek          | 100 meter T38                    |
| Goud     | Evan O'Hanlon | Atletiek          | 200 meter T38                    |
| Goud     | Susan Powell | Wielrennen (baan) | Achtervolging C4                 |
| Goud     | Prue Watt | Zwemmen           | 100 meter schoolslag SB13        |
| Zilver   | Australië | Rolstoelbasketbal | Vrouwen                          |
| Zilver   | Australië | Rolstoelbasketbal | Mannen                           |
| Zilver   | Angie Ballard | Atletiek          | 200 meter T53                    |
| Zilver   | Angie Ballard | Atletiek          | 400 meter T53                    |
| Zilver   | Nigel Barley | Wielrennen (weg)  | Tijdrit H 3                      |
| Zilver   | Carlee Beattie | Atletiek          | Verspringen F46                  |
| Zilver   | Kelly Cartwright | Atletiek          | 100 meter T42                    |
| Zilver   | Taylor Corry | Zwemmen           | 100 meter rugslag S14            |
| Zilver   | Taylor Corry | Zwemmen           | 200 meter vrije slag S14         |
| Zilver   | Matthew Cowdrey | Zwemmen           | 100 meter vlinderslag S9         |
| Zilver   | Matthew Cowdrey | Zwemmen           | 100 meter schoolslag SB9         |
| Zilver   | Louise Ellerey | Atletiek          | Kogelstoten F32/33               |
| Zilver   | Maddison Elliot | Zwemmen           | 50 meter vrije slag S8           |
| Zilver   | Kurt Fearnley | Atletiek          | 5000 meter T54                   |
| Zilver   | Daniel Fox | Zwemmen           | 200 meter vrije slag S14         |
| Zilver   | Erik Horrie | Roeien            | ASM1x                            |
| Zilver   | Simone Kennedy | Wielrennen (baan) | Achtervolging C1-3               |
| Zilver   | Matthew Levy | Zwemmen           | 100 meter vrije slag S7          |
| Zilver   | Bryce Lindores (stuurman: Sean Finning) | Wielrennen (baan) | Achtervolging B                  |
| Zilver   | Rheed McCracken | Atletiek          | 100 meter T34                    |
| Zilver   | Susan Powell | Wielrennen (weg)  | Tijdrit C 4                      |
| Zilver   | Scott Reardon | Atletiek          | 100 meter T42                    |
| Zilver   | Brad Scott | Atletiek          | 1500 meter T37                   |
| Brons    | Australië Michael Anderson, Matthew Cowdrey, Brenden Hall, Matthew Levy, Michael Auprince, Rick Pendleton, Andrew Pasterfield, Matthew Haanappel     | Zwemmen           | 4×100 meter wisselslag 34-punten |
| Brons    | Australië Richard Colman, Nathan Arkley, Richard Nicholson, Matthew Cameron                                                                          | Atletiek          | 4×400 meter T53/54               |
| Brons    | Tim Antalfy | Zwemmen           | 100 meter vlinderslag S13        |
| Brons    | Angie Ballard | Atletiek          | 100 meter T53                    |
| Brons    | Georgia Beikoff | Atletiek          | Speerwerpen F37/38               |
| Brons    | Ellie Cole | Zwemmen           | 400 meter vrije slag S9          |
| Brons    | Ellie Cole | Zwemmen           | 50 meter vrije slag S9           |
| Brons    | Richard Colman | Atletiek          | 400 meter T53                    |
| Brons    | Christie Dawes | Atletiek          | 5000 meter T54                   |
| Brons    | Maddison Elliot | Zwemmen           | 100 meter vrije slag S8          |
| Brons    | Maddison Elliot | Zwemmen           | 400 meter vrije slag S8          |
| Brons    | Kurt Fearnley | Atletiek          | Marathon T54                     |
| Brons    | Michael Gallagher | Wielrennen (weg)  | Tijdrit C 5                      |
| Brons    | Alexandra Green | Wielrennen (baan) | Achtervolging C4                 |
| Brons    | Madeleine Hogan | Atletiek          | Speerwerpen F46                  |
| Brons    | Matthew Levy | Zwemmen           | 100 meter schoolslag SB7         |
| Brons    | Matthew Levy | Zwemmen           | 200 meter wisselslag SM7         |
| Brons    | Rosemary Little | Atletiek          | 100 meter T34                    |
| Brons    | Rheed McCracken | Atletiek          | 200 meter T34                    |
| Brons    | David Nicholas | Wielrennen (weg)  | Wegwedstrijd C1-3                |
| Brons    | Jayme Paris | Wielrennen (baan) | 500 meter tijdrit C1-2-3         |
| Brons    | Andrew Pasterfield | Zwemmen           | 50 meter vrije slag S10          |
| Brons    | Andrew Pasterfield | Zwemmen           | 100 meter vrije slag S10         |
| Brons    | Simon Patmore | Atletiek          | 200 meter T46                    |
| Brons    | Rick Pendleton | Zwemmen           | 200 meter wisselslag SM10        |
| Brons    | Kath Proudfoot | Atletiek          | Discuswerpen F35-36              |
| Brons    | Brad Scott | Atletiek          | 800 meter T37                    |
| Brons    | Russell Short | Atletiek          | Kogelstoten F11/12               |
| Brons    | Natalie Smith | Schietsport       | 10 meter luchtgeweer staand SH1  |
| Brons    | Prue Watt | Zwemmen           | 50 meter vrije slag S13          |

Afghanistan · Albanië · Algerije · Amerikaanse Maagdeneilanden · Andorra · Angola · Antigua en Barbuda · Argentinië · Armenië · Australië · Azerbeidzjan · Bahrein · Barbados · België · Belize · Benin · Bermuda · Bolivia · Bosnië en Herzegovina · Brazilië · Britse Maagdeneilanden · Brunei · Bulgarije · Burkina Faso · Burundi · Cambodja · Canada · Centraal-Afrikaanse Republiek · Chili · China · Chinees Taipei · Colombia · Comoren · Congo-Brazzaville · Congo-Kinshasa · Cookeilanden · Costa Rica · Cuba · Cyprus · Denemarken · Djibouti · Dominica · Dominicaanse Republiek · Duitsland · Ecuador · Egypte · El Salvador · Equatoriaal-Guinea · Eritrea · Estland · Ethiopië · Faeröer · Fiji · Filipijnen · Finland · Frankrijk · Gabon · Gambia · Georgië · Ghana · Grenada · Griekenland · Groot-Brittannië · Guam · Guatemala · Guinee · Guinee‑Bissau · Guyana · Haïti · Honduras · Hongarije · Hongkong · Ierland · IJsland · India · Indonesië · Irak · Iran · Israël · Italië · Ivoorkust · Jamaica · Japan · Jemen · Jordanië · Kaaimaneilanden · Kaapverdië · Kameroen · Kazachstan · Kenia · Kirgizië · Kiribati · Koeweit · Kroatië · Laos · Lesotho · Letland · Libanon · Liberia · Libië · Liechtenstein · Litouwen · Luxemburg · Macau · Macedonië · Madagaskar · Maldiven · Maleisië · Mali · Malta · Marshalleilanden · Marokko · Mauritanië · Mauritius · Mexico · Micronesia · Moldavië · Monaco · Mongolië · Montenegro · Mozambique · Myanmar · Namibië · Nauru · Nederland · Nepal · Nicaragua · Nieuw-Zeeland · Niger · Nigeria · Noord-Korea · Noorwegen · Oeganda · Oekraïne · Oezbekistan · Oman · Oostenrijk · Oost-Timor · Pakistan · Palau · Palestina · Panama · Papoea-Nieuw-Guinea · Paraguay · Peru · Polen · Portugal · Puerto Rico · Qatar · Roemenië · Rusland · Rwanda · Saint Kitts en Nevis · Saint Lucia · Saint Vincent en Grenadines · Salomonseilanden · Samoa · San Marino · Saoedi-Arabië · Senegal · Servië · Seychellen · Sierra Leone · Singapore · Slovenië · Slowakije · Soedan · Somalië · Spanje · Sri Lanka · Suriname · Swaziland · Syrië · Tadzjikistan · Tanzania · Thailand · Togo · Tonga · Trinidad en Tobago · Tsjaad · Tsjechië · Tunesië · Turkije · Turkmenistan · Tuvalu · Uruguay · Vanuatu · Venezuela · Verenigde Arabische Emiraten · Verenigde Staten · Vietnam · Wit-Rusland · Zambia · Zimbabwe · Zuid-Afrika · Zuid-Korea · Zweden · Zwitserland
Niet deelgenomen: Botswana · Malawi